# بنی فلدستاین
الیزابت گریر "بنی" فلدستاین (انگلیسی: Elizabeth Greer "Beanie" Feldstein؛ زادهٔ ۲۴ ژوئن ۱۹۹۳) بازیگر آمریکایی است. وی از سال ۲۰۰۲ میلادی تاکنون مشغول فعالیت بوده‌است.
از فیلم‌ها یا برنامه‌های تلویزیونی که وی در آن نقش داشته‌است می‌توان به لیدی برد، بوک اسمارت، چگونه یک دختر درست کنیم، مغز زنانه و دختر طرفدار اشاره کرد.